# Ермолай-Еразм
Ермолай-Еразм (Ермолай Прегрешный; 1500-е — середина XVI века) — русский писатель, публицист и философ XVI века, инок, автор трактата «Правительница» (полное наименование «Благохотящим царем правительница и землемерие»), «Повести о Петре и Февронии Муромских» и ряда других сочинений.
Установившаяся в отечественной историографии конвенция выводит Ермолая под двойным именем Ермолай-Еразм (второе имя принято после монашеского пострига). Гораздо меньше в литературе встречается другая вариация — Ермолай Прегрешный. Связано это с самим Ермолаем — вполне следуя средневековой традиции преуменьшения роли автора, в своих сочинениях он называет себя прегрешным. В частности, уже в первых строках «Повести о Петре и Февронии» он пишет: «да помянете же и мене прегрешнаго, списавшаго сие, елико слышах, неведый, аще инии суть написали, ведуще, выше мене».
Литературное творчество его относится к 1540—1560-м годам, расцвет падает на середину века. Биографические сведения о нём скудны и известны главным образом, из его собственных сочинений.

## Биография
В 1540-е годы Ермолай жил во Пскове, в конце 1540-х — начале 1550-х оказался в Москве.
И успех церковной карьеры, и дальнейшие неудачи и разочарования Ермолая-Еразма были определены его писательской деятельностью. На Ермолая-Еразма как писателя обратили внимание в 1546 году, когда он находился в Пскове. Это устанавливается на основании его послания царскому книгочию Кир-Софронию (издано Леонидом), в котором говорится следующее: «Тебе же, возлюбленный брате, Кир-Софроние, пишу сие списание ради твоего словеси, егда отъедеши со царем от наших псковских предел в царствующий град Москву, понуди нас восписати о потребных твоему христолюбию». Видимо, знакомство Ермолая-Еразма с Кир-Софронием произошло осенью 1546 года во время посещения Иваном Грозным Пскова. На запрос Кир-Софрония Ермолай-Еразм отослал написанную им «Зрячую пасхалию» (не опубликована).
Переезд Ермолая-Еразма в Москву и получение им должности протопопа дворцового собора надо скорее всего связывать с привлечением к нему внимания как образованному писателю. В это время как раз под руководством митрополита Макария особенно интенсивно работал большой круг церковных писателей по созданию жизнеописаний русских святых. Макарий, по всей видимости, привлёк к этой работе и Ермолая-Еразма.
Как полагают учёные, именно Ермолая упоминает Никоновская летопись под 1555 году среди лиц, участвовавших вместе с митрополитом Макарием при поставлении Гурия епископом казанским: «протопоп Спасской з дворца Ермалай».
По поручению Макария Ермолаем-Еразмом было написано по крайней мере три произведения. В своём «Молении к царю» Ермолай-Еразм сообщает: «благословением превеликаго всея России архиерея, Макария митрополита, составивший три вещи от древних драги». Мнения ученых не совпадают, о каких именно трёх произведениях говорит здесь Ермолай-Еразм. Если считать, что в них говорится об историческом прошлом («от древних»), можно из числа произведений Ермолая-Еразма выбрать Повесть о Петре и Февронии и Повесть о епископе Василии. Тематика их связана с историческим прошлым Руси. Кроме того, они удовлетворяют и второму признаку, названному Ермолаю-Еразму, — появление рассказов с муромской тематикой обусловлено было писательской деятельностью в связи с собором 1547 года, на котором были канонизированы муромские святые: поэтому и можно думать, что написаны они были по поручению митрополита Макария. Повесть о Петре и Февронии была написана как жизнеописание муромских святых Петра и Февронии, а содержание Повести о епископе Василии было использовано в Житии Константина, муромского князя, и его сыновей. Вопрос о третьем произведении остаётся спорным.
Время работы над этими произведениями было для Ермолая-Еразма наиболее благоприятным и для его творчества, и в его церковной карьере, но оно оказалось очень непродолжительным. Уже в «Молении к царю», которое исследователи датируют концом 40-х — началом 50-х годов, Ермолай-Еразм жалуется на притеснения и враждебное отношение к себе со стороны царских вельмож. Видимо, скоро и со стороны Макария произошло охлаждение к его писательскому таланту. Макария явно не удовлетворили произведения на муромскую тему. Он не захотел включать Повесть о Петре и Февронии в составлявшийся в это время новый сборник Великих Миней Четиих, а текст Повести о епископе Василии был значительно переработан, прежде чем его использовали в составе Жития князя Константина, которое было написано другим автором, видимо, в 1554 году.
Ермолай-Еразм хотя и находился в непосредственном общении с влиятельными церковными и политическими деятелями своего времени, но ни к какой определенной группировке не принадлежал. Исследователи, рассматривая общественно-политические и религиозные воззрения Ермолая-Еразма, не могут причислить его к какому-либо существовавшему в то время идейно-политическому направлению. В его сочинениях, с одной стороны, прослеживаются идеи, близкие нестяжателям, с другой — исследователи отмечают наличие концепции иосифлян в вопросе о соотношении церковной и царской власти. Не имея поддержки со стороны какой-либо определенной политической группировки, он сам не смог сыграть сколь-либо значительной церковно-политической роли.
Возлагаемые Ермолаем большие надежды на царя как на главную силу в установлении и социальной справедливости, и его личной судьбы не оправдались. Преодолеть создавшуюся неблагоприятную обстановку, на которую Ермолай-Еразм жаловался царю, видимо, не удалось. Примерно в начале 1560-х годах он постригся в монахи, о чём свидетельствует появившееся второе имя в списках некоторых его произведений («Ермолай, во иноцех Еразм»). Имя его как писателя было известно ещё в 1560-е годы, но позже о нём забывают и произведения его переписываются как анонимные.

## Литературная деятельность
В настоящее время имеется сравнительно полное представление о творчестве Ермолая-Еразма: произведения его (за исключением посланий) дошли до нас в двух сборниках, написанных самим автором. Один из сборников был составлен в 50-х годах (13 сочинений), второй относится к 60-м годам и написан Ермолаем-Еразмом после принятия им монашества (19 сочинений). Сопоставление состава сборников показывает, что, став монахом, Ермолай-Еразм отошёл от общественно-политической жизни и сосредоточил своё внимание на проблемах церковной догматики. Однако от идей, изложенных в «Правительнице», он не отказался: переписывая это произведение во второй сборник своих сочинений, он внёс в него некоторые дополнения фактического порядка.

### Правительница
Наиболее важным публицистическим произведением является трактат «Благохотящим царем правительница» (сокр. «Правительница»), который был направлен им царю с предложением проведения социальных реформ. Это произведение датируется серединой века, мнения исследователей расходятся самое большее в два-три года. Трактат содержит проект податных реформ и переустройства поземельного обеспечения военной службы. Классовая позиция автора в исследовательских работах оценивается по-разному: одни исследователи считают его дворянским идеологом (Т. И. Райнов, И. И. Смирнов, В. П. Адрианова-Перетц, Д. С. Лихачёв, Т. А. Колесникова), другие склонны видеть в нём выразителя интересов крестьянства (Р. Ю. Виппер, В. Ф. Ржига, А. С. Орлов, Н. К. Гудзий, А. А. Зимин). Автор «Правительницы» сочувственно относится к крестьянству как к основному создателю благосостояния общества. По его мнению, крестьянство терпит непосильные лишения, более всего притесняемое боярством. Поэтому он предлагает среди прочих реформ и такие, которые могли бы облегчить его тяготы. Ермолай-Еразм призывает царя к действиям на благо всего общества — «ко благополучию всем сущим под ним, не единеми велможами еже о управлении пещис, но и до последних».
Эта позиция Ермолая-Еразма в отношении крестьянства тесно связана с идеей гуманности, проводимой им и в других произведениях. Сочетание темы милосердия и христианской любви одновременно с осуждением и неприязненным отношением к вельможам и боярам прослеживается в его сочинениях назидательного содержания («Главы о увещании утешительнем царем, аще хощеши и велмож» — издано А. И. Клибановым, «Поучение к своей душе» — издано И. А. Шляпкиным, добавления второй редакции — В. Ф. Ржигой, «Слово о разсуждении любви и правде и о побеждении вражде и лже»).
«Правительница» стала главной и единственной работой Ермолая-Еразма, предложившей новую модель общественно-экономических отношений для только что возникшей в России царской власти. Причём сложность замысла и оригинальность авторского подхода оказали столь сильное впечатление на исследователей, что «переоткрытый» во второй половине XIX века трактат у некоторых из них вызвал смешанные реакции: от скепсиса до прямого отказа в возможности появления подобной работы в XVI веке.
Чтобы глубже понять мотивы исходной позиции, обратимся к красноречивому свидетельству литературоведа Ю. Яворского, не верившего в авторство Ермолая-Еразма. По его словам, творческий феномен публициста являлся «необычным и просто невероятным даже для данной обстановки», поскольку «при подобном широком совмещении самых разнородных — мистически-отвлеченных и обыденно-бытовых, духовно-учительных, политико-экономических и народно-поэтических интересов и тем, это был бы уж, действительно, чересчур универсальный, всеобъемлющий ум, чуть ли не какой-то Ломоносов XVI века, а по крайней мере — новый Максим Грек, что так просто, без дальнейших данных, в тех культурно-исторических условиях допустить, конечно, мудрено».
Ермолай-Еразм стоял на твёрдых официальных позициях в вопросах церковной догматики и на протяжении многих лет тщательно разрабатывал проблему троичности Божества, имеющую в XVI веке принципиально важное значение в споре с еретическими учениями. Его «Книгу о Троице» переписывали рядом с «Просветителем» Иосифа Волоцкого. Но в отличие от Иосифа Волоцкого в спорах с современными ему русскими еретическими вероучениями он участия не принимал. «Книга о Троице» и «Зрячая пасхалия» свидетельствуют о его образованности и большой начитанности в церковно-богословской литературе.

### Повесть о Петре и Февронии
Ермолай-Еразм был не только публицистом и церковным писателем. Ему принадлежат два упомянутых выше произведения — «Повесть о Петре и Февронии» и «Повесть о рязанском епископе Василии», которые можно характеризовать как произведения художественной прозы. «Повесть о рязанском епископе Василии» входит в состав собрания книг «Великие Четьи-Минеи». Написанные одновременно, в конце 40-х гг., они имеют много общих черт: источниками для них послужили муромские легенды, и изложены они в общей стилистической манере. Но имеются и различия. «Повесть о епископе Василии» написана предельно сжато, сюжет в ней изложен чётко, но детали его не разработаны. Совершенства в разработке сюжета (ясности в передаче главной мысли, конкретности деталей, чёткости диалогов, имеющих большое значение в развитии сюжета, композиционной завершённости) Ермолай-Еразм достиг в «Повести о Петре и Февронии». Определяющим в разработке сюжета оказалось воздействие устного источника, более всего связанного с жанром новеллистической сказки. На Ермолая-Еразма оказало такое большое влияние народное предание о муромском князе и его жене, что он, хорошо образованный церковный писатель, перед которым была поставлена цель дать жизнеописание святых, создал произведение, по существу далёкое от житийного жанра. Этот факт выглядит особенно поразительным на фоне той житийной литературы, которая в это же время создавалась в писательском кругу митрополита Макария, к которому, собственно, принадлежал и Ермолай-Еразм. «Повесть о Петре и Февронии» резко отличается от житий, написанных в это время и включённых в Великие Четьи Минеи (повесть не вошла в них), она стоит одиноко на их фоне и ничего не имеет общего с их стилем. К ней скорее можно найти параллели в повествовательной литературе второй половины XV века, построенной на новеллистических сюжетах (Повесть о Дмитрии Басарге, Повесть о Дракуле).
В Повести о Петре и Февронии рассказывается история любви между князем и крестьянкой. Сочувствие автора героине, восхищение её умом и благородством в трудной борьбе против всесильных бояр и вельмож, не желающих примириться с её крестьянским происхождением, определили поэтическую настроенность произведения в целом. Идеи гуманности, свойственные творчеству Ермолая-Еразма, нашли наиболее полное и цельное выражение именно в этом произведении. А. И. Клибанов, рассматривая философские и общественно-политические взгляды писателя, пришел к выводу, что Ермолай-Еразм стоял на позициях чисто христианской гуманности и противостоял принципам гуманизма; он, по мнению исследователя, отрицал личность человека и просил у господствующих милости для угнетенных. Однако «Повесть о Петре и Февронии» нельзя назвать произведением, точно и безоговорочно иллюстрирующим эти положения; надо признать, что её автор не умещается в границах этой концепции. Сюжет повести построен на активных действиях двух противостоящих сторон, и только благодаря личным качествам героини она выходит победительницей. Ум, благородство и кротость помогают Февронии преодолеть все враждебные действия её сильных противников. В каждой конфликтной ситуации противопоставляется высокое человеческое достоинство крестьянки низкому и корыстному поведению её высокородных противников. Ермолай-Еразм не был связан с каким-либо реформационно-гуманистическим течением, но высказываемые им в этом произведении мысли о значении ума и человеческого достоинства созвучны идеям гуманистов.

## Издания
- Летописи Тихонравова. М., 1859, т. 2, с. 97—99; ПЛ, СПб., 1860, вып. 1, с. 29—38, 27—52;
- Попов А. Книга Еразма о святой Троице // ЧОИДР. М., 1880, кн. 4, с. I—XIV, 1—124;
- Жмакин В. Митрополит Даниил и его сочинения. М., 1881, Приложения, с. 69—74;
- Милюков П. Н. Спорные вопросы финансовой истории Московского государства. СПб., 1892, с. 176—179; * Леонид. Систематическое описание славяно-российских рукописей собрания А. С. Уварова. М., 1893, ч. 2, с. 57;
- Шляпкин И. Ермолай Прегрешный, новый писатель эпохи Грозного // С. Ф. Платонову ученики, друзья и почитатели. СПб., 1911, с. 545—568;
- Ржига В. Ф. 1) Литературная деятельность Ермолая-Еразма // ЛЗАК. Л., 1926, вып. 33, с. 103—200; 2) «Повесть о Петре и Февронии» в русской литературе конца XVIII в. // ТОДРЛ. М.; Л., 1957, т. 13, с. 431—436;
- Скрипиль М. О. Повесть о Петре и Февронии (тексты) // Там же. М.; Л., 1949. т. 7, с. 224—256;
- Клибанов А. И. Сборник сочинений Ермолая-Еразма // Там же. М.; Л., 1960, т. 16, с. 178—207;
- Русские повести XV—XVI вв. / Сост. М. О. Скрипиль. Л., 1958, с. 108—115;
- «Изборник»: (Сборник произведений литературы древней Руси). М., 1969, с. 454—463;
- Дмитриева Р. П. Особая редакция Повести о Петре и Февронии // Рукописное наследие Древней Руси: По материалам Пушкинского Дома. Л., 1972, с. 192—209;
- Повесть о Петре и Февронии / Подг. текстов и иссл. Р. П. Дмитриевой. Л., 1979 (рец.: Антопольский Н. — Новый мир, 1980, № 4, с. 269—270;
- Демкова Н. С. — Изв. АН СССР. Сер. лит. и яз. М., 1981, т. 40, № 2, с. 178—181; Woźniak A. — Slavia orientalis, Warszawa, 1982, roč. 31, N 1—2, S. 79—81); ПЛДР. Кон. XV — 1-я пол. XVI в. М., 1984, с. 626—663.
- Гладкова О. В. О славяно-русской агиографии. Очерки. М., 2008. С. 218—235 (издание Повести о Петре и Февронии по списку Сол. 287/307 по принципу «знак в знак»).